# Boy Wonder (American Horror Story)
"Boy Wonder" es el quinto episodio de la octava temporada de la serie de televisión de antología American Horror Story. Se emitió el 10 de octubre de 2018, en FX. El episodio fue escrito por John J. Gray, y dirigido por Gwyneth Horder-Payton.

## Argumento
Después de desmayarse, Cordelia Goode (Sarah Paulson) experimenta una visión de un mundo quemado y desolado. Ve a un hombre demoníaco de rostro pálido parado en el porche de la destruida Academia de la Srta. Robichaux antes de ser atacada y devorada por una turba de caníbales enfermos mientras el hombre se ríe. Cordelia se despierta en la Escuela Hawthorne para Chicos y saluda con alegría a Madison (Emma Roberts) y a Queenie (Gabourey Sidibe). Cordelia detalla su visión apocalíptica a las otras brujas y hechiceros. Ella acuerda administrar la prueba de las Siete Maravillas para Michael Langdon (Cody Fern) para conocer que tan lejos puede llegar él.
Volviendo a Nueva Orleans, Myrtle Snow (Frances Conroy) regaña a Cordelia por permitir que un hombre tome la posición de Supremo, afirmando que los hombres son líderes terribles. Ella sugiere que Cordelia seleccione uno de sus propios aquelarres para Supremos, como Mallory (Billie Lourd), quien, como Myrtle presenció, sanó exitosamente las heridas de un ciervo muerto. Cordelia le confiesa a Myrtle que se está muriendo. Sus poderes están empezando a desvanecerse, la señal de que su reinado como Suprema está llegando a su fin. Más tarde, Cordelia se reúne con Coco St. Pierre Vanderbilt (Leslie Grossman) y su padre (John Getz). Afirmando que Coco es una nueva estudiante que puede sentir dónde se esconde el peligro, lo que se manifiesta como la poco impresionante habilidad de detectar gluten en los alimentos. Ella cree que venir a casa de la Srta. Robichaux es una pérdida de tiempo, pero Cordelia le asegura que sus poderes se desarrollarán y crecerán. Le pide a Mallory que le enseñe a Coco los alrededores de la Academia.
En la Escuela Hawthorne, Ariel (Jon Jon Briones), Behold (Billy Porter), Moore (Cheyenne Jackson) y Baldwin (BD Wong) lanzaron un hechizo de protección para Langdon en preparación para las Siete Maravillas. Moore, creyendo que Langdon es el hombre demoníaco de la visión de Cordelia, se vuelve temeroso y deja la escuela para ir a Nueva Orleans, a pesar del intento de Behold de detenerlo. Mientras llena su coche en una gasolinera, Miriam Mead (Kathy Bates) se detiene y mata a Moore. Se encuentra con Langdon fuera de la escuela. Miriam está emocionada por verlo. Langdon pregunta agresivamente si se encargó del problema. Ella confirma que Moore está muerto. Langdon dice que estas personas son las únicas que pueden suponer una amenaza para él. Cuando se convierte en Supremo, puede destruir el aquelarre desde dentro y ascender para hacer "lo que nació para hacer". Miriam revela que Ariel estaba en el plan para matar a Moore. Él es el que le hizo saber cuando se iba.
Langdon supera con éxito seis de las Siete Maravillas. Antes de realizar la séptima, descendiendo y regresando del submundo, Cordelia le pide a Langdon no sólo que regrese sino que recupere a su compañera Misty Day (Lily Rabe) para ver el alcance de sus poderes. Ariel acusa airadamente a Cordelia de cambiar las reglas para que Langdon fracase, comparándola con su predecesor y madre, Fiona. Cordelia le recuerda a Ariel que sigue siendo Suprema y que tiene mayor poder sobre Ariel.
Langdon está de acuerdo con el desafío. Viaja al Infierno y localiza a Misty, quien ha estado atrapada en su propio infierno personal de diseccionar y resucitar a una rana en una clase de ciencias. Langdon despierta en el reino viviente con Misty materializándose a su lado. Langdon se regodea en sus logros mientras Cordelia experimenta una hemorragia nasal. Proclama a Langdon el próximo Supremo.
A medida que Cordelia se recupera, Misty le confía que debería haber quedado donde estaba. Misty le dice a Cordelia que el mal dentro del Infierno parecía hablar con Langdon, quien aparentemente negoció por la liberación de Misty. Ella describe a Langdon como llevando "el perfume de la muerte". Cordelia asegura que ahora tiene pruebas de la capacidad de Langdon para el mal y se regocija de que ahora todas sus hermanas originales han regresado para que puedan luchar contra Langdon en el próximo apocalipsis.
Stevie Nicks llega a la Escuela Hawthorne y da una presentación especial de "Gypsy" para Misty. Cordelia aparta a Madison y le ordena que reúna información sobre Langdon. He aquí, escuchando a escondidas la conversación, dice que se unirá a Madison ya que ahora tiene sus propias preocupaciones sobre Langdon. Cordelia le pide a Madison que viaje al lugar "donde todo comenzó": la Casa de los Asesinatos.

## Recepción
"Boy Wonder" fue visto por 2,12 millones de personas durante su emisión original, y obtuvo una cuota de audiencia de 1,0 entre los adultos de 18 a 49 años.
El episodio ha sido aclamado por la crítica. En el sitio web Rotten Tomatoes, "Boy Wonder" tiene un índice de aprobación del 100%, basado en 11 reseñas con un índice medio de 8,5/10. El consenso crítico dice: "Los personajes clásicos que regresan, junto con una mirada a la "Casa del Asesinato" y un huevo de Pascua "Roanoke", hacen del "Chico Maravilla" un episodio de altas ganancias, por no hablar de la fantástica sangre y el campamento".
Ron Hogan de Den of Geek dio al episodio una reseña positiva, diciendo, "Uno de los mejores aspectos de la adición de Coven a la agrupación de Apocalypse es la política involucrada en el mundo de las brujas. Hay ruedas dentro de ruedas, y parcelas dentro de parcelas." Añadió: "La intriga, tal y como aparece en el guion de John J. Gray, es realmente impresionante. Myrtle (la maravillosa Frances Conroy) y Madison (Emma Roberts) sazonan el guion con divertidos y maliciosos bon mots y otras cosas. Michael y Ariel trabajan su trama, las brujas trabajan su trama, y las dinámicas de grupo claramente definidas terminan confundiéndose al final del episodio, con varias facciones y subfacciones enfrentadas entre sí".
Kat Rosenfield de Entertainment Weekly dio una B al episodio. Disfrutó de la secuencia de las Siete Maravillas, comentando que se trataba de "un regreso a la época dorada del cine mudo". Además, apreciaba mucho el suspenso, que llamaba "impresionante", y los trajes de los personajes, en particular los de Madison. También apoyó y aprobó la opinión feminista de Myrtle Snow sobre el papel de Supremo. Ziwe Fumudoh de Vulture.com le dio al episodio un 5 de 5, con una crítica positiva. Apreció la actuación de Paulson, especialmente durante la escena en la que Cordelia amenaza a Ariel de Briones. También le encantó el suspenso del episodio, diciendo que "esta ya muy buena temporada está a punto de mejorar aún más". Finalmente, ella era una gran fan de la apariencia musical de Stevie Nicks, comentando "Esto es un casting perfecto. Esto es entretenimiento. Me encantaría que todos los episodios de "American Horror Story" de ahora en adelante incluyeran una actuación musical de diez minutos".